# Bruto Puccetti
Bruto Puccetti (Panicale, 28 giugno 1897 – 1º aprile 1973) è stato un politico italiano.

## Biografia
Storico esponente dei socialismo senese, venne eletto alla Camera dei deputati nella I legislatura per la circoscrizione Siena-Arezzo-Grosseto.